# China Sports Publications Corporation
China Sports Publications Corporation (кит. 中国体育报业总社) — издатель спортивной литературы в Китае. Входит в состав Главного государственного управления по делам физкультуры и спорта (кит. 国家体育总局). Помимо выпуска ежедневной китайской спортивной газеты China Sports Daily (издается с 1958 года), издает множество спортивных журналов, книг и других изданий на китайском языке. В журналах многие заголовки статей приводятся и на английском языке. Выпускаются, в частности, следующие издания:
| Издание                              | Тип                 | Специализация     | Основано | ISSN      |
| ------------------------------------ | ------------------- | ----------------- | -------- | --------- |
| China Sports Daily (кит. 中国体育报) | ежедневная газета   | спорт             | 1958     |           |
| Basketball News CHINA (кит. 篮球报)  | газета              | баскетбол         |          |           |
| China Soccer (кит. 中国足球报)       | еженедельная газета | футбол            | 1994     |           |
| China Sports (кит. 中国体育)         | ежемесячный журнал  | спорт             | 1958     | 0577-8948 |
| New Sports (кит. 新体育)             | ежемесячный журнал  | спорт             | 1950     | 0441-3679 |
| Soccer World (кит. 足球世界)         | ежемесячный журнал  | футбол            |          | 1000-3517 |
| Table Tennis World (кит. 兵乓世界)   | ежемесячный журнал  | настольный теннис |          | 1000-3452 |
| Badminton (кит. 羽毛球)              | ежемесячный журнал  | бадминтон         |          |           |
| Tennis World (кит. 网球天地)         | ежемесячный журнал  | теннис            | 1995     | 1006-2300 |
| Chinese Wushu (кит. 中华武术)        | ежемесячный журнал  | ушу               |          | 1000-3525 |
| Fitness and beauty (кит. 健与美)     | ежемесячный журнал  | фитнесс           | 1980     | 1002-8803 |